# زوهای ۲۹۰۳
سیارک ۲۹۰۳ (به انگلیسی: 2903 Zhuhai، نامگذاری:1981UV9) دو هزار و نهصد و سومین سیارک کشف شده‌است که در ۲۳ اکتبر ۱۹۸۱ کشف شد.
قدر مطلق سیارک برابر ۱۲٫۰۰ است.